# Arkebuzir
Arkebuzir je vojak-pešec, ki je oborožen z arkebuzo. Najbolj značilni so bili v času 16. stoletja, ko so bili številni arkebuzirji pripadniki raznih najemniških vojska v Evropi. Z uvedbo mušket konec 16. stoletja so jih zamenjali mušketirji.